# Jacques Sarazin

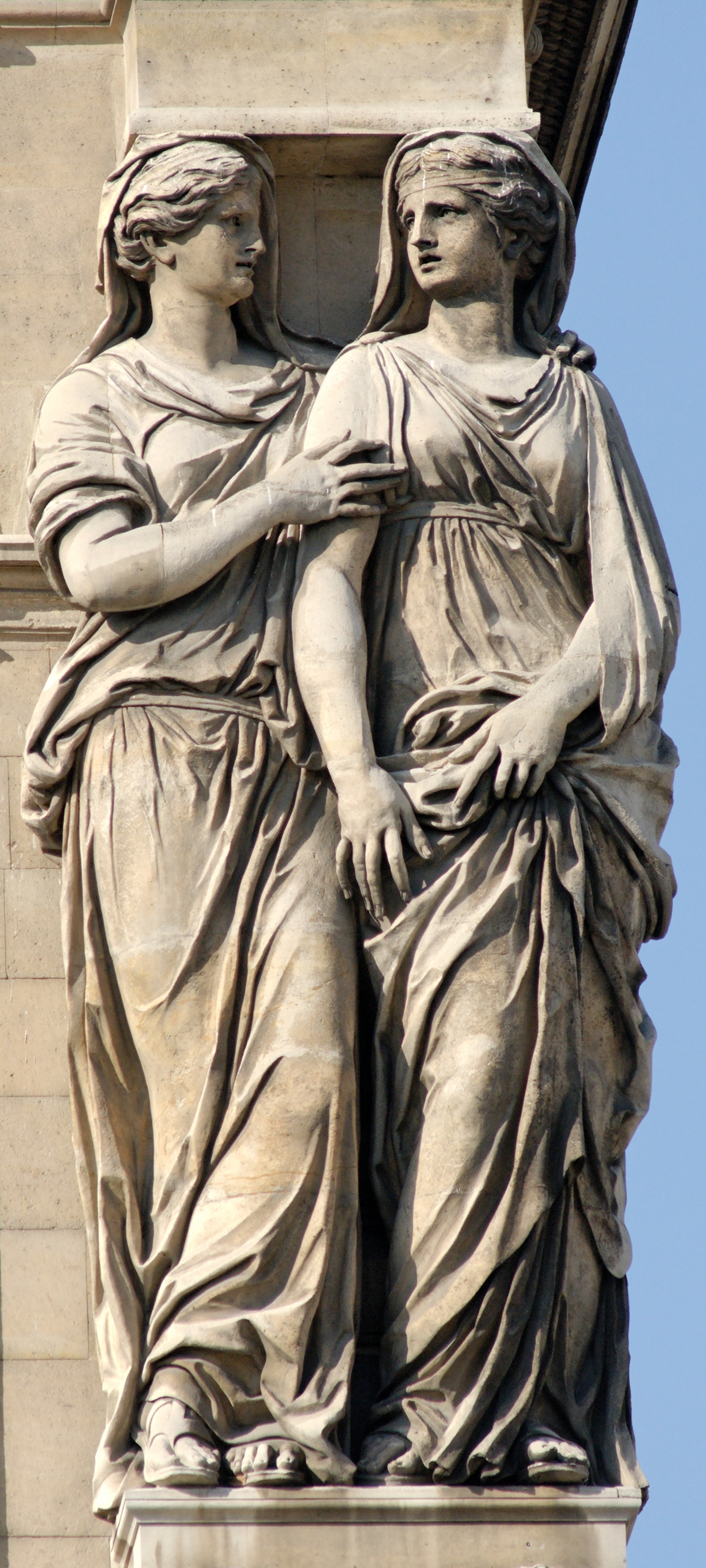
Kariatydy (Luwr)

Jacques Sarazin, także Jacques Sarrazin (ur. 1588 w Noyon zm. 3 grudnia 1660 w Paryżu) – francuski rzeźbiarz czynny głównie we Włoszech i Francji. 
Początkowo był uczniem N. Guillana, następnie przebywał w Rzymie w latach 1610–1628, gdzie wykonywał m.in. rzeźby mitologiczne do Villi Aldobrandini we Frascati pod Rzymem. W tym czasie współpracował z Simonem Vouetem i wykonywał rzeźby ołtarzowe do rzymskich kościołów. Po powrocie do Paryża w 1628 roku został mianowany nadwornym rzeźbiarzem królewskim Ludwika XIII. Był jednym z założycieli Académie Royale de Peinture et de Sculpture. W swoim warsztacie zatrudniał wielu wybitnych rzeźbiarzy epoki, takich jak Philippe de Buyster, Michel Abguier czy Gilles Guérin. 
Początkowo tworzył w nurcie baroku zbliżonego do odmiany rzymskiej reprezentowanej przez Berniniego, w późniejszym okresie zbliżył się do nurtu klasycyzującego.

## Ważniejsze dzieła
- zespół rzeźb mitologicznych do Villi Aldobrandini we Frascati
- rzeźby ołtarzowe w kościele San Andrea della Valle w Rzymie
- rzeźby ołtarzowe w kościele San Lorenzo in Miranda w Rzymie
- nimfeum w Wideville
- zespół rzeźb w Maisons-Laffitte
- kariatydy w Pavillon de l'Horloge w kompleksie Luwru
- pomnik nagrobny Kardynała de Bérulle (1657)
- pomnik z puszką na serce księcia Henryka Burbona w Chantilly